# Le Chaffaut-Saint-Jurson
Le Chaffaut-Saint-Jurson è un comune francese di 843 abitanti situato nel dipartimento delle Alpi dell'Alta Provenza della regione della Provenza-Alpi-Costa Azzurra.
Il comune è formato da quattro centri abitati: Le Chaffaut (capoluogo), Saint-Jurson, Espinouse e Lagremuse.

## Società

### Evoluzione demografica
Abitanti censiti